# Chandrexa de Queixa
Chandrexa de Queixa è un comune spagnolo di 844 abitanti situato nella comunità autonoma della Galizia.